# Carro conectado

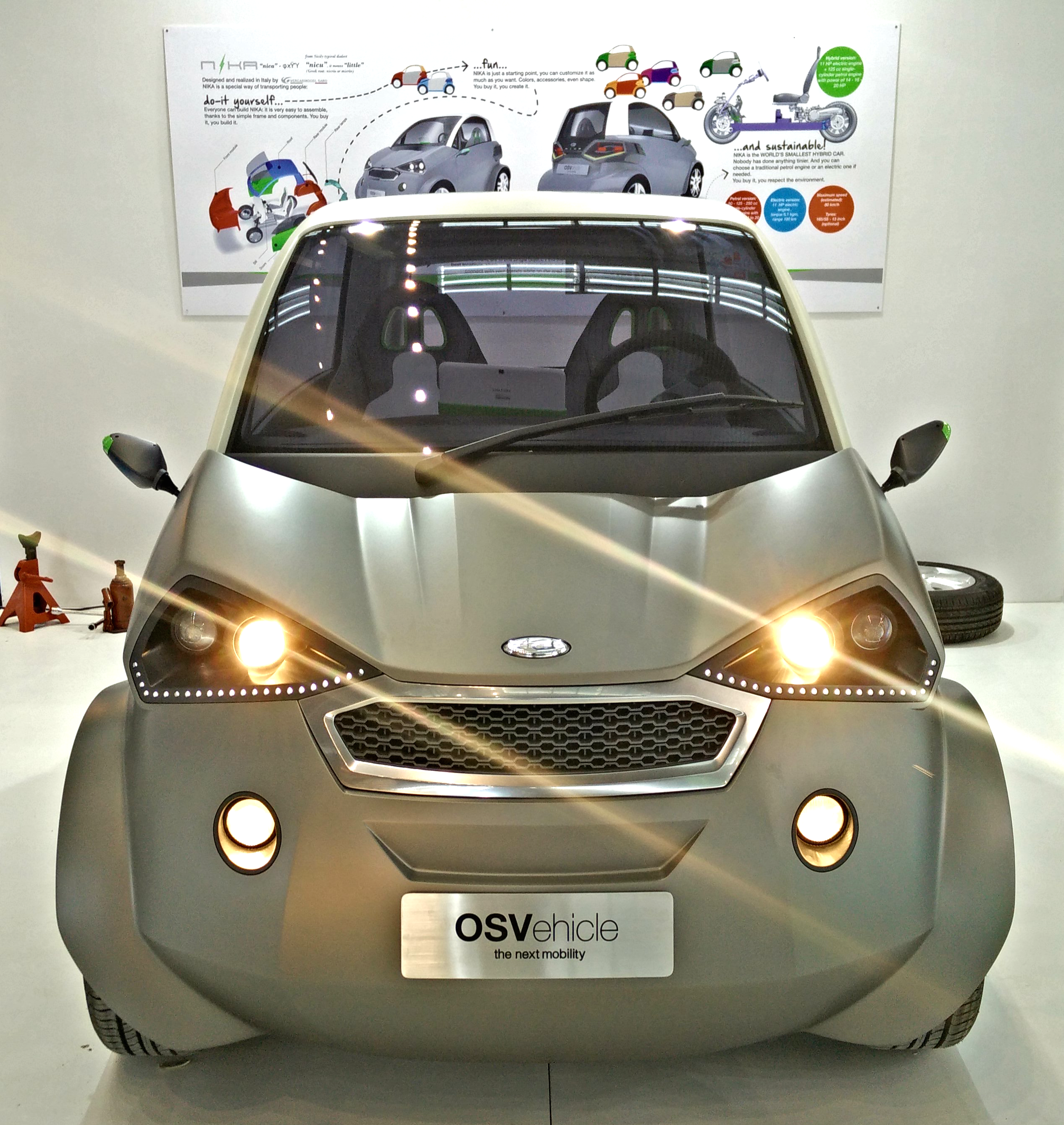
NIKA representa o pioneirismo como o primeiro produto OSV a introduzir as potencialidades de um automóvel conectado de código aberto.

Um carro conectado é um carro que pode se comunicar bidirecionalmente com outros sistemas fora do carro (LAN). Isso permite que o carro compartilhe acesso à Internet e, portanto, dados, com outros dispositivos dentro e fora do veículo. Para aplicações críticas de segurança, prevê-se que os carros também sejam conectados usando comunicações dedicadas de curto alcance (DSRC) ou rádios celulares, operando na banda de 5,9 GHz concedida pela FCC com latência muito baixa.